# Hauksson
Hauksson ist ein männlicher isländischer Name.

## Herkunft und Bedeutung
Der Name ist ein Patronym und bedeutet Haukurs Sohn. Die weibliche Entsprechung ist Hauksdóttir (Haukurs Tochter).

## Namensträger
- Ágúst Hauksson (* 1960), isländischer Fußballspieler
- Eiríkur Hauksson (* 1959), isländischer Sänger
- Haukur Heiðar Hauksson (* 1991), isländischer Fußballspieler
- Ólafur Þór Hauksson (* 1964), Sonderstaatsanwalt für Finanzkriminalität